# Richmond (condado de Chittenden)
Richmond es un lugar designado por el censo ubicado en el condado de Chittenden en el estado estadounidense de Vermont. En el año 2010 tenía una población de 723 habitantes.

## Geografía
Richmond se encuentra ubicado en las coordenadas 44°24′21″N 72°59′33″O / 44.40583, -72.99250.